# باشگاه فوتبال امانت بغداد
باشگاه بغداد (به عربی: نادی بغداد) یک باشگاه فوتبال در شهر بغداد واقع در کشور عراق می‌باشد که در لیگ برتر فوتبال عراق بازی می‌کند.

## بازیکنان برجسته
- باسم عباس
- قصی منیر